# Honorio García Condoy
Honorio García Condoy (Zaragoza, 21 de noviembre de 1900 - Madrid, 1 de  enero de 1953) fue un escultor y pintor español, hijo del también artista Elías García Martínez (1858-1934).

## Biografía
Inició sus estudios artísticos en la Escuela de Bellas Artes de Zaragoza, donde su padre ejercía como profesor. A comienzos de los años veinte fue destinado a Melilla para cumplir el servicio militar. Esto determinó que en su arte posterior se aprecien claras influencias "africanas". 
A partir de 1925 alternó sus estancias en Zaragoza con periodos en Madrid, Barcelona y París. Entre 1934 y 1937 vivió en Roma, gracias a la obtención de una beca para ampliación de estudios. En 1937, por causa del exilio desde Barcelona, dónde trabajaba de profesor de dibujo, se instaló en París. Desde allí hizo la tramitación para irse a México pero al no obtener el permiso se quedó de forma definitiva. En 1948 se trasladó unos meses a Checoslovaquia para organizar la exposición "Arte de la España Republicana" en la que participaron diferentes artistas españoles residentes en París. En los años 50 volvió a España, falleciendo en Madrid al poco de su regreso.

## Obra
A los 18 años realizó su primera exposición individual. Sus obras escultóricas están confeccionadas empleando gran variedad de materiales: piedra, barro cocido, madera y metal. Se dedicó fundamentalmente a la representación de la figura humana. Su primera etapa fue de carácter realista y expresionista, pero fue evolucionando progresivamente hacia la abstracción y una progresiva simplificación de las formas, muy influido por la escultura africana, la ibera y la cubista.
Muchas de sus obras son de pequeño formato y se encuentran en diversas colecciones particulares, como la Galería Creuze de París. También pueden contemplarse sus creaciones en el Museo de Arte Contemporáneo de París y en el Museo de Zaragoza.

## Premios y exposiciones
Obtuvo la segunda medalla en la Exposición Nacional de Bellas Artes de 1932. En la Galería Creuze de París se realizó en 1962 una  una gran exposición monográfica con más de 75 esculturas y alrededor de 300 acuarelas y dibujos. En 1974 se le rindió un homenaje internacional en la VI Bienal de Escultura Contemporánea de París y en 1976 en una Exposición homenaje realizada en Zaragoza.